# 230
- Wikisource

| Calendário gregoriano                                                        | 230 CCXXX                       |
| Ab urbe condita                                                              | 983                             |
| Calendário arménio                                                           | -322 – -321                     |
| Calendário bahá'í                                                            | -1614 – -1613                   |
| Calendário budista                                                           | 774                             |
| Calendário chinês                                                            | 2926 – 2927                     |
| Calendário copta                                                             | -54 – -53                       |
| Calendário etíope                                                            | 222 – 223                       |
| Calendários hindus - Vikram Samvat - Calendário nacional indiano - Cáli Iuga | 285 – 286 151 – 152 3330 – 3331 |
| Calendário Holoceno                                                          | 10230                           |
| Calendário islâmico                                                          | 404 BH – 403 BH                 |
| Calendário judaico                                                           | 3990 – 3991                     |
| Calendário persa                                                             | 392 BP – 391 BP                 |
| Calendário rúnico                                                            | 480                             |
| Calendário solar tailandês                                                   | 773                             |

230 (CCXXX, na numeração romana) foi um ano comum do século III que começou numa sexta-feira, segundo o calendário juliano.  Segundo o horóscopo chinês, foi o ano do Cão.
| Ano completo                       |
| ---------------------------------- |
| Ano comum com início à sexta-feira |

## Eventos
- 21 de Agosto - Eleito o Papa Ponciano, 18º papa, que sucedeu ao Papa Urbano I.
- Sujin, primeiro governante conhecido do Japão.

## Nascimentos
- Papa Félix I (m.274)

## Mortes
- Papa Urbano I, 17º papa.